# Déborah Sananes
Déborah Sananes (née le 26 octobre 1995 à Treichville, en Côte d'Ivoire) est une athlète française, spécialiste des épreuves de sprint

## Biographie
Licenciée à Ambérieu Athlétic Club, elle devient championne de France cadette du 400 mètres en 2012, et championne de France junior en 2013.
Médaillé d'argent du relais 4 × 100 mètres aux championnats d'Europe juniors 2013, elle obtient dès l'année suivante son premier titre national senior, sur 200 mètres, à l'occasion des championnats de France en salle 2014.
Avec ses coéquipières du relais 4 × 400 mètres, elle se classe deuxième des championnats d'Europe par équipes 2015, 5e des championnats d'Europe en salle 2017 et 4e des championnats du monde 2017. En 2016, elle porte son record personnel sur 400 m à 51 s 75.
En 2018, Déborah Sananes s'adjuge le titre du 400 m lors des championnats de France en salle 2018. Plus tard dans la saison, elle termine au pied du podium du 400 m lors des Jeux méditerranéens de Tarragone. En août 2018, elle devient vice-championne d'Europe du 4 × 400 m lors des championnats d'Europe de Berlin, en compagnie de Elea-Mariama Diarra, Agnès Raharolahy et Floria Gueï.
En début de saison 2019, elle décroche son deuxième titre national en salle consécutif à Liévin, sur 400 m, et termine par ailleurs au pied du podium du 4 × 400 m lors des championnats d'Europe en salle, à Glasgow. En juin 2019, à Genève, elle porte son record personnel sur 400 m à 51 s 55, à 25/100e de seconde des minimas pour les championnats du monde 2019. Quelques semaines plus tard, elle est sacrée championne de France en extérieur pour la première fois de sa carrière en battant Amandine Brossier mais ne réalise toujours pas les minimas pour les Championnats du monde. Au Meeting de Paris le 24 août, elle termine 7e du 400 m avec un temps de 52 s 04.
Aux Championnats du monde d'athlétisme à Doha au Qatar, elle se qualifie pour les demi-finales en terminant 2e de sa série en 51 s 76.

## Palmarès

### International
| Date | Compétition                       | Lieu        | Résultat | Épreuve   | Temps         |
| ---- | --------------------------------- | ----------- | -------- | --------- | ------------- |
| 2013 | Championnats d'Europe juniors     | Rieti       | 2e       | 4 × 100 m | 44 s 04       |
| 2015 | Relais mondiaux de l'IAAF         | Nassau      | finale   | 4 × 200 m | DNF           |
| 2015 | Championnats d'Europe par équipes | Tcheboksary | 2e       | 4 × 400 m | 3 min 28 s 84 |
| 2017 | Championnats d'Europe en salle    | Belgrade    | 5e       | 4 x 400 m | 3 min 33 s 61 |
| 2017 | Relais mondiaux de l'IAAF         | Nassau      | 8e       | 4 x 400 m | 3 min 35 s 03 |
| 2017 | Championnats d'Europe par équipes | Lille       | 8e       | 400 m     | 53 s 01       |
| 2017 | Championnats d'Europe par équipes | Lille       | 5e       | 4 x 400 m | 3 min 29 s 09 |
| 2017 | Championnats du monde             | Londres     | 4e       | 4 x 400 m | 3 min 26 s 56 |
| 2018 | Jeux méditerranéens               | Tarragone   | 4e       | 400 m     | 52 s 26       |
| 2018 | Coupe du monde                    | Londres     | 3e       | 4 x 400 m | 3 min 25 s 91 |
| 2018 | Championnats d'Europe             | Berlin      | 2e       | 4 x 400 m | 3 min 27 s 17 |
| 2019 | Championnats d'Europe en salle    | Glasgow     | 4e       | 4 x 400 m | 3 min 32 s 12 |
| 2019 | Championnats d'Europe par équipes | Bydgoszcz   | 4e       | 400 m     | 52 s 30       |

### National
- Championnats de France d'athlétisme :
  - 400 m : vainqueur en 2019 ; 3e en 2018
- Championnats de France d'athlétisme en salle :
  - 200 m : vainqueur en 2014 ; 2e en 2017
  - 400 m : vainqueur en 2018 et en 2019 ; 3e en 2015

## Records
| Épreuve | Temps   | Lieu    | Date         |
| ------- | ------- | ------- | ------------ |
| 200 m   | 23 s 70 | Oyonnax | 10 mai 2015  |
| 400 m   | 51 s 55 | Genève  | 15 juin 2019 |